# Gare de Higashi-Narita
La gare de Higashi-Narita (東成田駅, Higashi-Narita-eki) est une gare ferroviaire de la ville de Narita au Japon. Elle est exploitée par les compagnies Keisei et Shibayama Railway.

## Situation ferroviaire
La gare de Higashi-Narita est située au point kilométrique (PK) 7,1 de la ligne Keisei Higashi-Narita. Elle marque le début de la ligne Shibayama Railway.

## Histoire
La gare a été inaugurée le 21 mai 1978 comme gare de l’aéroport de Narita. Elle était alors le seul accès ferroviaire à l'aéroport bien qu'assez éloignée des terminaux voyageurs. Le 19 mars 1991, la gare de l'aéroport de Narita Terminal 1 ouvre et la gare est alors renommée Higashi-Narita. La ligne Shibayama Railway dessert la gare depuis le 27 octobre 2002.

## Service des voyageurs

### Accueil
La gare dispose d'un bâtiment voyageurs, avec guichets, ouvert tous les jours. Les voies sont en souterrain.

### Desserte
| Voie | Opérateur                                     | Ligne                                         | Destination                                                                    |
| ---- | --------------------------------------------- | --------------------------------------------- | ------------------------------------------------------------------------------ |
| 1    | Keisei                                        | Ligne Keisei Higashi-Narita                   | Keisei Narita・Keisei Funabashi・Nippori・Keisei Ueno・Oshiage・ Ligne Asakusa |
| 2    | Shibayama Railway                             | Ligne Shibayama Railway                       | Shibayama-Chiyoda                                                              |
| 3-4  | voies non utilisées pour le service voyageurs | voies non utilisées pour le service voyageurs | voies non utilisées pour le service voyageurs                                  |

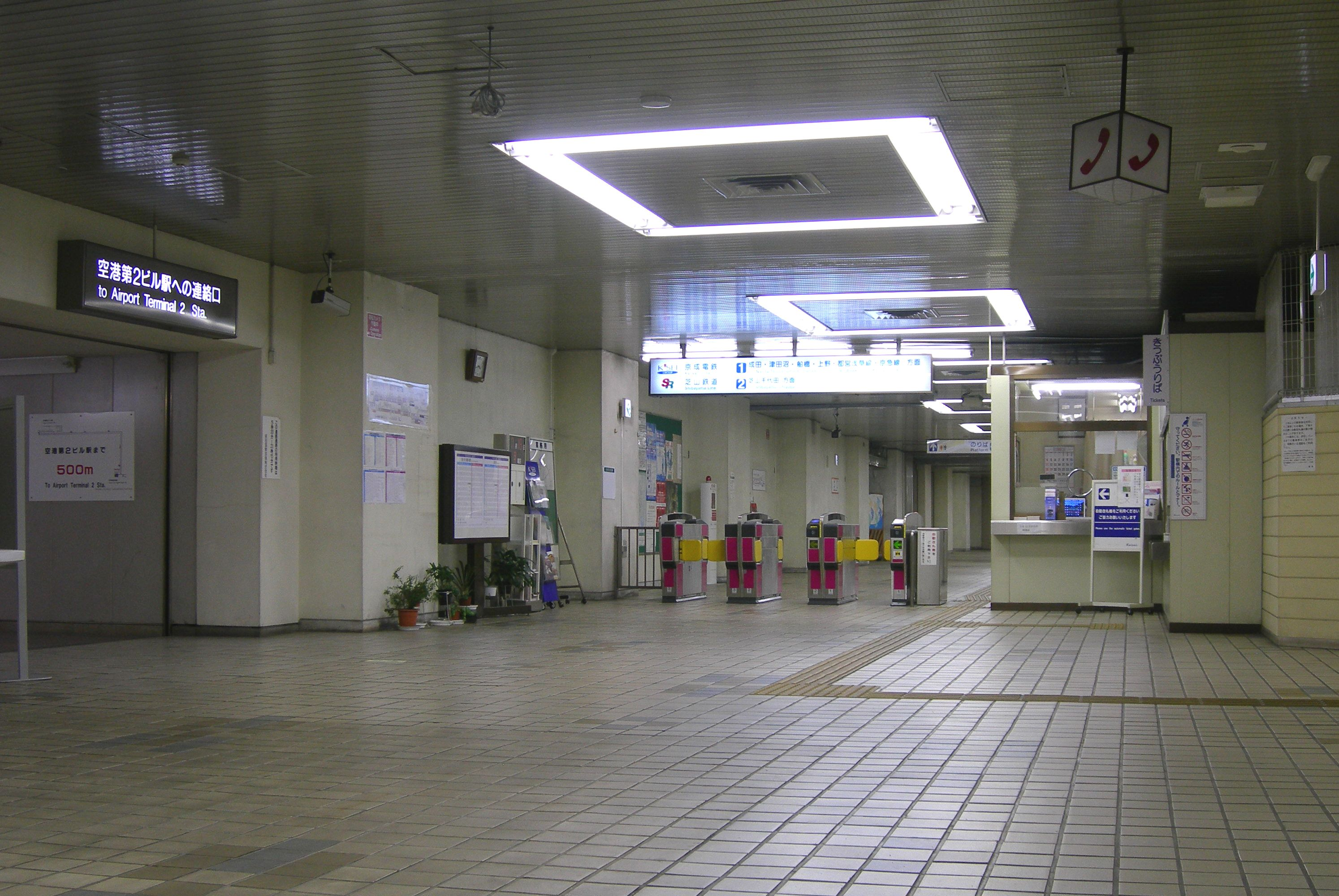
Barrière de contrôle
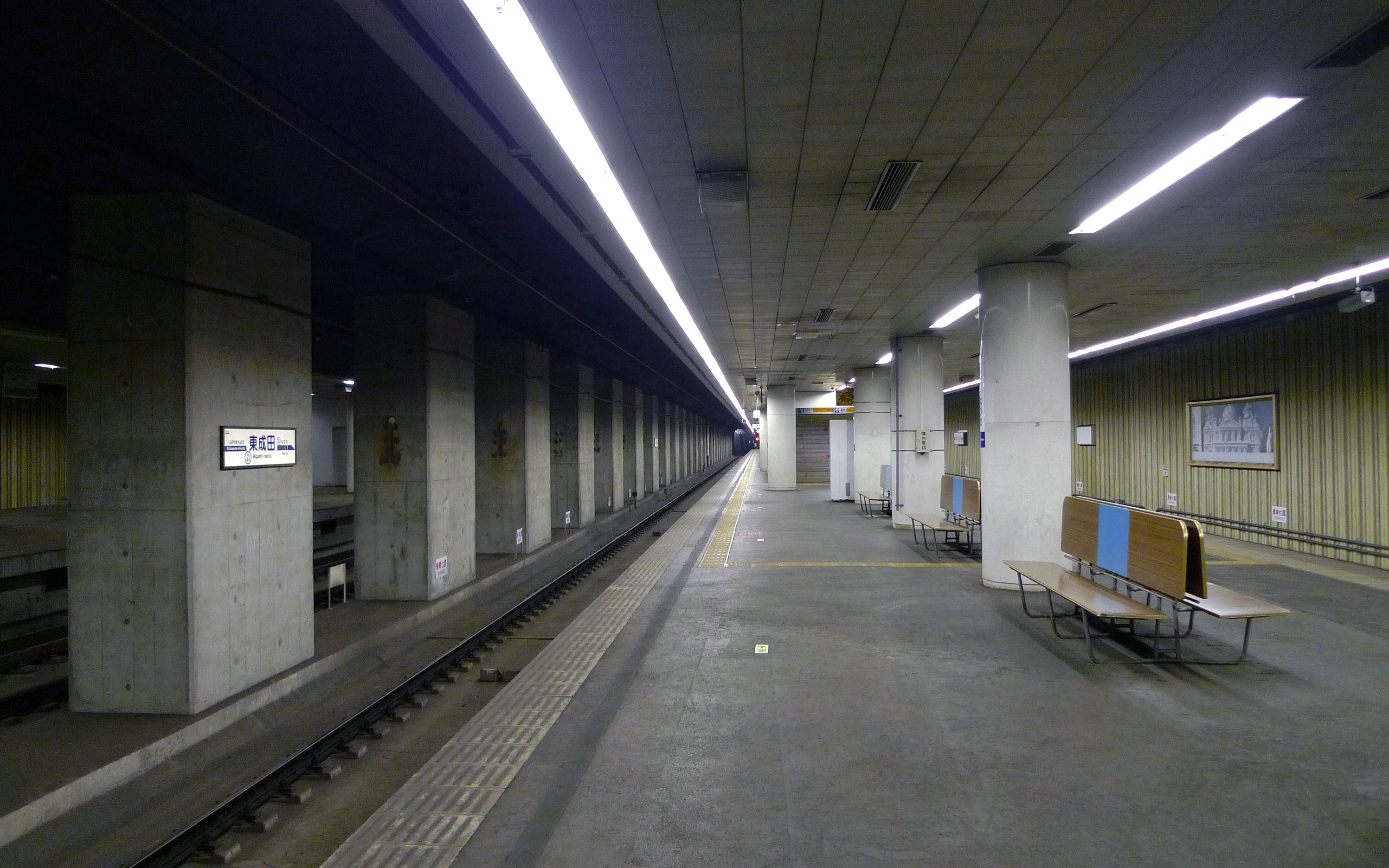
Quai 1-2
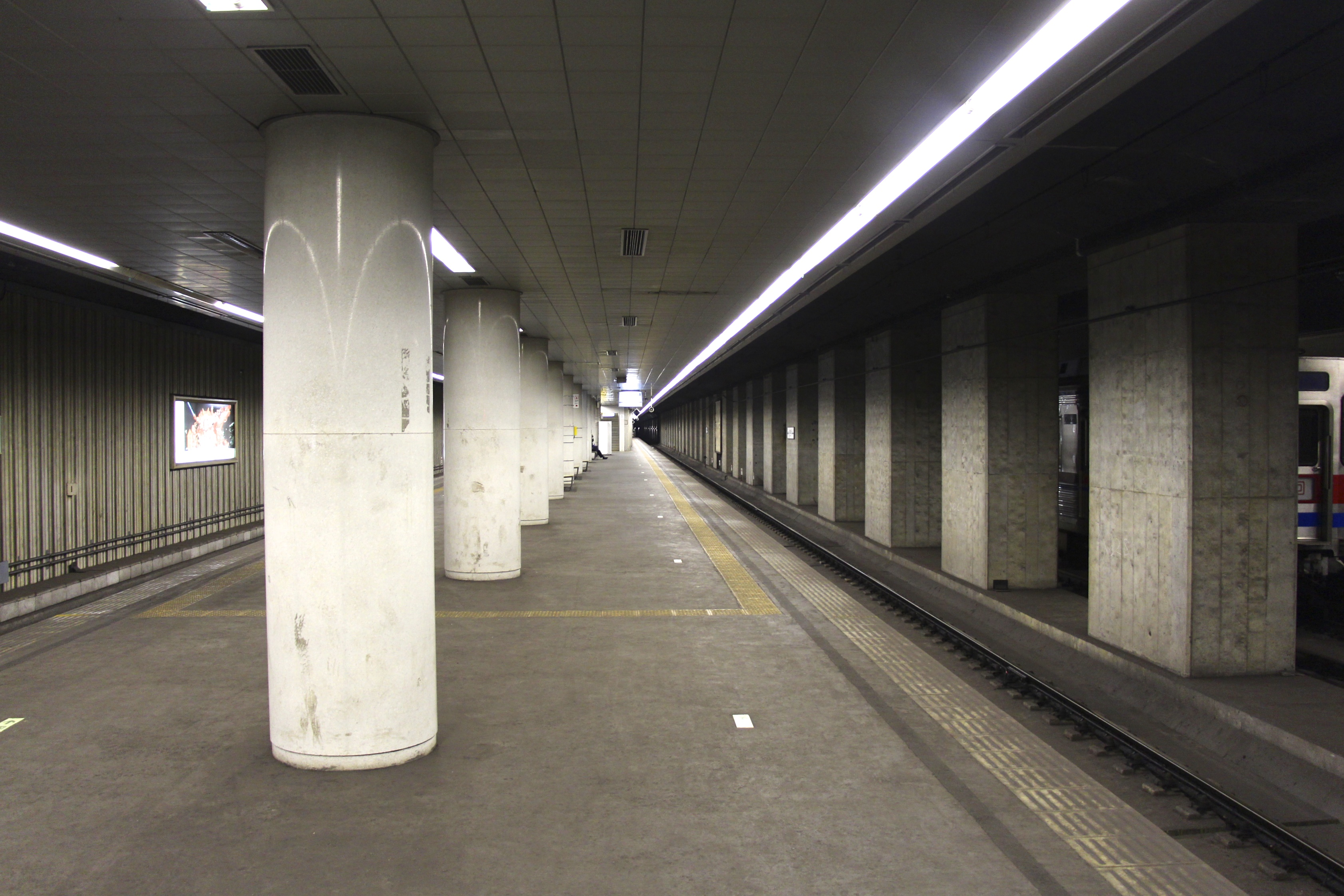
Quai inutilisé
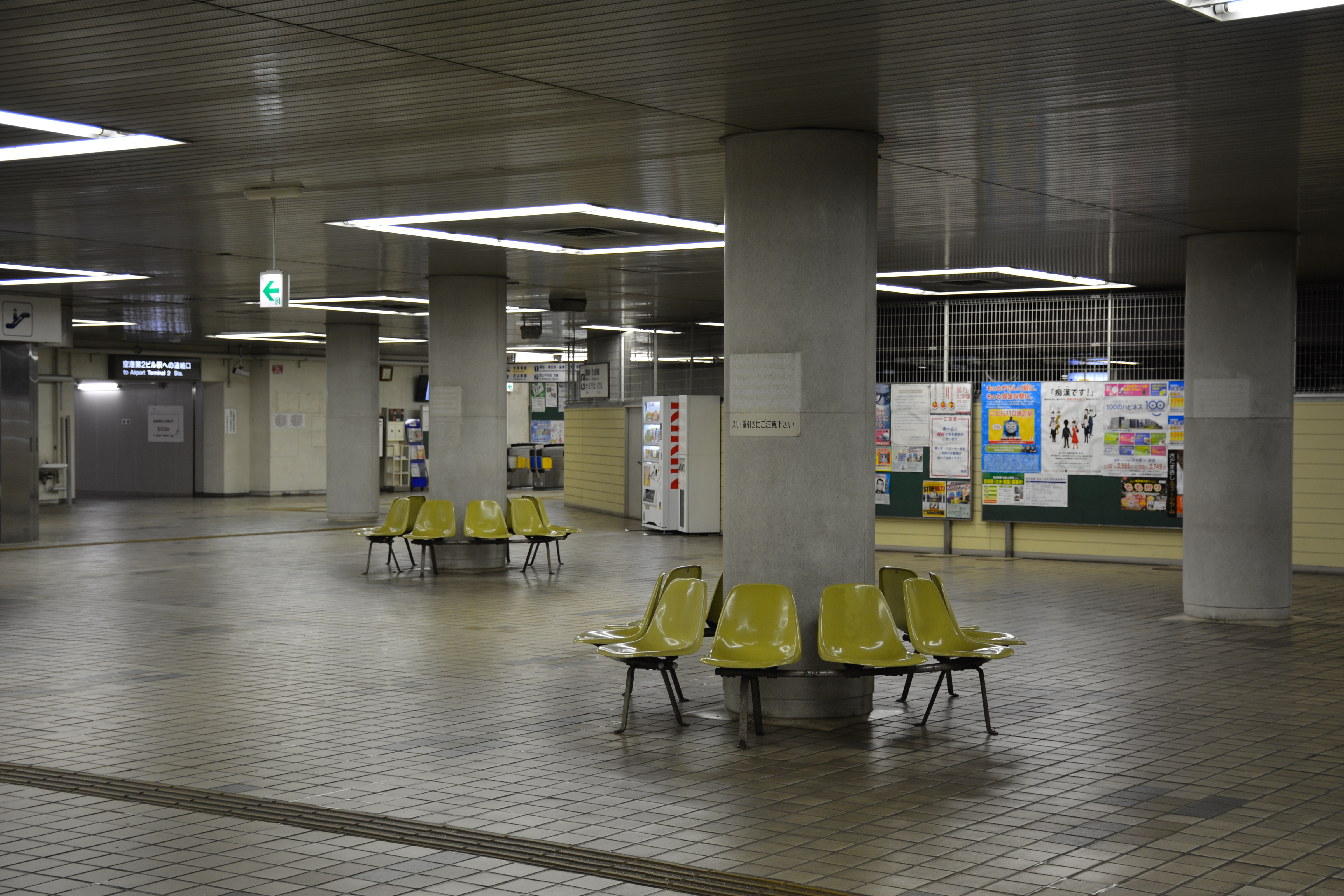
Hall de la gare

### Intermodalité
Depuis l’arrêt de bus Higashi-Narita qui est situé en face de la sortie 5, la navette gratuite exploitée par Narita Airport Transport est à destination de aéroport international de Narita.